# Rhynchostegiella sumatrana
Rhynchostegiella sumatrana är en bladmossart som beskrevs av Fleischer 1923. Rhynchostegiella sumatrana ingår i släktet nålmossor, och familjen Brachytheciaceae. Inga underarter finns listade i Catalogue of Life.